# Kościół Niepokalanego Serca Najświętszej Maryi Panny w Jerzykowie
Kościół Niepokalanego Serca Najświętszej Maryi Panny w Jerzykowie – rzymskokatolicki kościół parafialny zlokalizowany w Jerzykowie, w powiecie poznańskim, gminie Pobiedziska. 

## Historia
Neogotycki kościół został wzniesiony na niewielkim wzgórzu dla lokalnej społeczności ewangelickiej w początkach XX wieku (1901 lub 1902). Według danych Ewangelickiego Kościoła Unijnego w Polsce kościół został poświęcony 12 grudnia 1901. W 1937 świątynia służyła parafii liczącej 400 wiernych i należącej do superintendentury (diecezji) Poznań Ewangelickiego Kościoła Unijnego.
W 1946 roku został przekazany wiernym wyznania rzymskokatolickiego i w tym samym roku odbyła się jego konsekracja. Parafię w Jerzykowie erygował kardynał Stefan Wyszyński 1 lutego 1976. W początku XXI wieku obiekt generalnie odnowiono (m.in. wstawiono nowe witraże i odremontowano wnętrza). W sąsiedztwie świątyni znajduje się dawny park (XIX wiek) i pastorówka.